# بسکیدز
بسکیدز (به لاتین: Beskids) یک رشته‌کوه در لهستان است که در موراویا واقع شده‌است. بسکیدز ۱٬۷۲۵ متر بالاتر از سطح دریا واقع شده‌است.